# لقمه‌ماهی مرمری
لقمه‌ماهی مرمری (نام علمی: Himantura krempfi) نام یک گونه از سرده لقمه‌ماهی‌های شلاقی است.